# NGC 3033
NGC 3033 je otvoreni skup u zviježđu Jedru.

## Vanjske poveznice
- SEDS: NGC 3033